# Friedrich Sämisch
Friedrich (Fritz) Sämisch (Berlin, 20 septembre 1896 - Berlin, 16 août 1975) est un grand maître allemand du jeu d'échecs (titre décerné en 1950), à qui la Fédération allemande des échecs a décerné le titre de Maître national en 1952. Il remporte le premier championnat d'Autriche à Vienne en 1921, bien que cette édition ne soit pas officielle, finit 3e au tournoi de Baden-Baden en 1925, derrière Alexandre Alekhine et Akiba Rubinstein. En 1921, il remporte également un match contre Richard Réti.
On retient surtout Sämisch pour ses contributions à la théorie des ouvertures. Deux variantes majeures portent son nom : 
- la variante Sämisch de la défense est-indienne 1. d4 Cf6 2. c4 g6 3. Cc3 Fg7 4. e4 d6 5. f3 ;
- la variante de la défense nimzo-indienne 1. d4 Cf6 2. c4 e6 3. Cc3 Fb4 4. a3.

Sa partie la plus célèbre est sûrement sa défaite contre Aaron Nimzowitsch, surnommée Immortelle du Zugzwang.
Sämisch était réputé pour son indécision. En 1969, il perdit notamment toutes ses 13 parties au temps dans un tournoi à Linköping en Suède, puis, aussi en 1969, au tournoi de Büsum, il en perdit 15 autres (au temps aussi) ce qui est, encore aujourd'hui, le record de parties perdues d'affilée dans un même tournoi .